# Palu (Clain)
Die Palu ist ein Fluss in Frankreich, der im Département Vienne in der Region Nouvelle-Aquitaine verläuft. Sie entspringt unter dem Namen Baigne-Chat im Gemeindegebiet von Vouzailles, ändert kurz danach seinen Namen auf Liaigue und nimmt bei Blaslay seinen endgültigen Namen an. Sie fließt generell in östlicher Richtung, entwässert dabei viele Feuchtgebiete und mündet nach insgesamt rund 31 Kilometern gegenüber von Saint-Cyr, an der Gemeindegrenze von Beaumont und Dissay, als linker Nebenfluss in den Clain.

## Orte am Fluss
(Reihenfolge in Fließrichtung)
- Champigny-le-Sec
- Blaslay
- Cheneché
- Vendeuvre-du-Poitou
- Chincé, Gemeinde Jaunay-Clan
- Saint-Léger la Pallu, Gemeinde Beaumont